# Muntanya d'en Massolet
La Muntanya d'en Massolet és una muntanya de 336 metres que es troba al municipi de Sarrià de Ter, a la comarca del Gironès.